# František Hošek
František Hošek (2. dubna 1871 Bechyně – 9. května 1895 Praha) byl český sochař.

## Život a dílo
Byl synem bechyňského pekařského mistra Matěje Hoška a jedním z prvních žáků Střední odborné školy keramické v Bechyni, kterou absolvoval v roce 1886. Poté studoval na pražské Umělecko-průmyslové škole v ateliéru profesora J. V. Myslbeka. Podle svědectví spolužáků i samotného profesora byl jeho nejnadanějším žákem. Zemřel předčasně v pražské Všeobecné nemocnici ve věku 24 let na infekci střevního tyfu.
Jeho dílo je ovlivněno Myslbekovým zájmem o osobnosti české národní historie a řadí se do širšího proudu naturalistické a sociální plastiky devadesátých let 19. století.
Jeho nejznámější sochařské dílo je Alegorie průmyslu pro budovu Městské spořitelny v Praze od arch. Antonína Wiehla a Osvalda Polívky. 536/I v Praze 1, Rytířská 2, 22, 29 (1892–1894), kde také realizoval výplně oken. Kromě toho vytvořil reliéfy Mánesa, Tyrše, Fügnera, Žižky, Smetany aj. a skicu k pomníku Jana Sladkého Koziny na vrch Hrádek u Domažlic, který ovšem už musel realizovat sochař Čeněk Vosmík.
Zachovaly se také některé jeho komorní práce, jako Dráteníček (Národní galerie v Praze)
nebo lyrická kompozice Loučení (klauzurní práce), která je ve sbírkách Městského muzea v Bechyni, medailon Madona s Ježíškem v terakotě a Uzdravení slepého a keramické návrhy, které reprodukovala akciová továrna Keras.